# 8691 Etsuko
8691 Etsuko este un asteroid din centura principală de asteroizi.

## Descriere
8691 Etsuko este un asteroid din centura principală de asteroizi. A fost descoperit pe 21 octombrie 1992 la Yatsugatake de Yoshio Kushida și Osamu Muramatsu. Asteroidul prezintă o orbită caracterizată de o semiaxă mare de 2,44 ua, o excentricitate de 0,15 și o înclinație de 5,5° în raport cu ecliptica.